# Ólafur Ingi Skúlason
Ólafur Ingi Skúlason (Reykjavík, 1 de abril de 1983), é um futebolista islandês que atua como volante. Atualmente, joga pelo Karabükspor.

## Carreira
Foi convocado para defender a Seleção Islandesa de Futebol na Copa do Mundo de 2018.